# 文魁
文魁（15世紀—15世紀），號大光，湖廣荊州府公安縣大光里人，明朝政治人物。

## 生平
文魁是景泰四年（1453年）癸酉科湖廣鄉試舉人，授成都同知，成都多山峭壁險阻，成為盜賊淵藪，他說：「盜賊聚集，飢寒使然。」向知府請求檄召部屬薄稅緩徵，讓流民得以生存，境內得以安寧，秩滿陞青州知府，青州府治接近海濱，他梳理河道、建造堤防，人民賴以復甦，御史嘉獎其廉能，不久他也辭官回鄉。

## 引用
1. 1 2  同治《公安縣志·卷六·人物志》：文魁，世居大光里，因號大光，明景泰癸酉舉於鄉，授蜀郡同知，蜀地多山，巉巖險阻，為群盜藪，公謂：「盜之嘯聚也，飢寒使然。」請於守檄部屬薄稅斂緩徵，求俾之各遂其生，境內遂靖，秩滿遷青州知府，青治近海濱，當下流之衝，公於河流所經堙者疏之、壅者導之、溢者防之，由是水行故道，民賴以蘇，中丞嘉其廉能，未幾解組，其殆急流勇退者歟。